# Гарсия де Рамон, Алонсо
Алонсо Гарсия де Рамон (исп. Alonso García de Ramón, 1552 — 5 августа 1610) — испанский военный, королевский губернатор Чили.
С 16 лет служил в испанской армии, участвовал в подавлении восстания морисков в Испании, потом служил в испанских владениях в Италии, в 1570-х годах участвовал в кампаниях Хуана Австрийского, потом воевал во Фландрии под командованием Алессандро Фарнезе, во время взятия Маастрихта одним из первых забрался на городские стены.
Затем он отправился в Новый Свет, где под руководством губернатора Чили Алонсо де Сотомайора участвовал в войне против мапуче, во время осады Пурена лично убил вожда Кадегуала. После того, как губернатором Чили стал Мартин Гарсия Оньэс де Лойола, Алонсо Гарсия де Рамон перебрался в Перу, где заслужил доверие вице-короля Гарсии Уртадо де Мендосы, назначившего его коррехидором Арики и Потоси. В 1599 году он получил титул «маэстро де кампо» всего Перу, став одним из самых доверенных советников вице-короля Луиса де Веласко-и-Кастилья.
В 1600 году Алонсо Гарсия де Рамон был отправлен в Чили в качестве временного губернатора, чтобы сменить на этом посту Франсиско де Киньонеса. Прибыв в конце июля в Сантьяго, он вскоре обнаружил, что ситуация в южном Чили гораздо хуже, чем это представлялось в Перу. Не имея подкреплений от вице-короля, он был вынужден ввести специальные налоги и контрибуции, забирать людей, оружие и снаряжение из северных городов для отправки на юг.
В январе 1601 года с собранной армией двинулся на Чильян, где пришлось оставить гарнизон для предотвращения набегов мапуче из-за реки Итата. Оттуда он двинулся на Пенко, планируя снять осады с Вальдивии, Вильяррики и Осорно. Однако попытка отправить морем подкрепления в Вальдивию и на Чилоэ не удалась из-за того, что судно было захвачено дезертирами, бежавшими из Чили в Перу. Не желая отказываться от первоначального плана, он всё же двинулся на юг, но получил известие, что Арауко осаждён и требует помощи, и ему пришлось повернуть обратно. По пути он получил известие, что прибыл Алонсо де Рибера, чтобы сменить его на посту губернатора Чили.
В 1605 году он был вновь назначен губернатором Чили. Во время своего второго срока он вёл кампанию против индейцев на юге, используя цепь фортов, построенную Алонсо де Риберой.